# Karl Storch
Karl Storch (Alemania, 21 de agosto de 1913-16 de agosto de 1992) fue un atleta alemán, especialista en la prueba de lanzamiento de martillo en la que llegó a ser subcampeón olímpico en 1952.

## Carrera deportiva
En los JJ. OO. de Helsinki 1952 ganó la medalla de plata en el lanzamiento de martillo, con una marca de 58.86 metros, siendo superado por el húngaro József Csermák y por delante de otro húngaro Imre Németh (bronce con 57.74 metros).